# Hoagy Carmichael

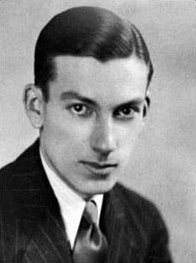
Hoagy Carmichael

Hoagy Carmichael (* 22. November 1899 in Bloomington, Indiana; † 27. Dezember 1981 in Rancho Mirage, Kalifornien; eigentlich Hoagland Howard Carmichael) war ein US-amerikanischer Komponist, Pianist, Schauspieler und Sänger.

## Leben
Carmichael wuchs in ärmlichen Verhältnissen auf. Sein Vater war Arbeiter und zog mit der Familie immer wieder auf Arbeitssuche durch den Mittleren Westen. Zentrum der Familie blieb aber Bloomington, wo das Klavier seiner Mutter Lida stand, die durch Spiel in Kinos und auf Universitäts-Tanzbällen Geld hinzuverdiente. Nach seinen eigenen Worten war Ragtime sein Schlaflied. Carmichael studierte ab 1920 Rechtswissenschaft an der Indiana University Bloomington, spielte aber schon nebenbei in einer eigenen Band (Carmichaels Collegians) – das Jazz-Fieber hatte ihn gepackt, seit er 1919 in Indianapolis, wohin die Familie 1916 gezogen war, die Louie-Jordan-Band gehört hatte. 1916 brachte ihm der Pianist Reginald DuValle das Improvisieren bei. Ein Wendepunkt kam, als er 1922 Bix Beiderbecke hörte, der ihn dazu anregte, selbst zu komponieren und ein enger Freund wurde. 1926 machte er seinen juristischen Abschluss und arbeitete kurz als Anwalt in West Palm Beach in Florida.
Nach mäßigen Erfolgen mit Washboard blues (1927 vom Whiteman Orchester gespielt) und Riverboat shuffle (von Carmichael zunächst Freewheeling genannt), den er für Beiderbecke schrieb, versuchte er sein Glück 1929 in New York, musste sich aber zunächst als kleiner Anleihen-Verkäufer für Wallstreet-Broker über Wasser halten.
Der Durchbruch kam 1930, als Jazz-Größen wie Duke Ellington, Louis Armstrong und die Dorsey-Brüder die von ihm komponierten Standards Georgia on My Mind, Lazy River und Rockin’ Chair aufgriffen (und natürlich sein zuerst im Oktober 1927 mit seiner Band aufgenommenes Stardust). In den 1930er Jahren wurde Carmichael selbst mit dem neuen Medium Radio und zahlreichen Aufnahmen für das damals führende Label Victor zum Star. Er tat sich mit dem Texter Johnny Mercer zusammen, und beide hatten 1933 einen großen Hit mit Lazy Bones.
1936 ging er nach Hollywood, wo er auch in Filmen wie Haben und Nichthaben (1944; mit Lauren Bacall und Humphrey Bogart, Carmichael als Klavierspieler, mit Songs wie How little we know, Hongkong blues) und Die besten Jahre unseres Lebens (1946) auftrat. Mit seiner Komposition Two Sleepy People, die Bob Hope und Shirley Ross in dem Musical Thanks for the Memory sangen, gelang ihm 1938 im Duo mit Ella Logan ein Charterfolg, den Bob Crosby und Fats Waller sogleich wiederholten. 1946 hatte er drei Hits in den Top Four und erhielt eine eigene Radio-Show, außerdem trat er in diesem Jahr in dem dramatischen Western Feuer am Horizont auf, wo der von ihm und Jack Brooks geschriebene Song Ole Buttermilk Sky eine Oscarnominierung erhielt. 1951 gewann er mit Mercer einen Oscar für In the Cool, Cool, Cool of the Evening. Ebenfalls 1951 gelang ihm sein einziger Hit in Großbritannien mit dem Titel My Resistance Is Low, der Platz 1 der Single-Charts erreichte. Mit The Saturday night review hatte er eine eigene TV-Show. 1959/60 spielte er den „Jonesy“ in der Western-TV-Serie Am Fuß der blauen Berge.
Er schrieb weiter Songs, veröffentlichte 1971 ein Song-Buch für Kinder (Hoagy Carmichael Music Shop), spielte Golf und sammelte Münzen. 1981 starb er nach einem Herzanfall im Eisenhower Medical Center in Rancho Mirage.
1936 bis 1955 war er mit Ruth Meinardi verheiratet, mit der er zwei Söhne hatte.

## Sonstiges
Mit Mercer versuchte er sich 1939 auch einmal im Musical-Geschäft. Walk with Music wurde aber kein großer Erfolg.
1950 spielte er auch in dem Film Der Mann ihrer Träume mit, der an das Leben seines 1931 gestorbenen Freundes Bix Beiderbecke angelehnt ist.
Ian Fleming beschrieb den von ihm erfundenen Charakter des Geheimagenten James Bond als Hoagy Carmichael ähnlich sehend.

## Kompositionen (Auswahl)
- Stardust, 1927 (Text von Mitchell Parish)
- Rockin’ Chair, 1929
- Georgia on My Mind, 1930
- Up the Lazy River, 1931
- Lazy Bones, 1933
- Heart and Soul, 1938
- The Nearness of You, 1938
- I Get Along Without You Very Well (Except Sometimes), 1939
- Skylark, 1942
- Hong Kong Blues, Platz 6 im August 1945 (USA)
- Ole Buttermilk Sky, Platz 2 im Oktober 1946 (USA)
- Huggin’ and Chalkin’, Platz 1 im November 1946 (USA)
- In the Cool, Cool, Cool of the Evening, 1951

## Diskografie (Auswahl)
- Hoagy sings Carmichael, 1956 (mit Art Pepper)
- The classical Hoagy Carmichael 1988 (Hrsg. von Smithsonian Institution, Indiana Historical Society)

## Filmografie (Auswahl)
- 1937: Topper – Das blonde Gespenst (Topper)
- 1944: Haben und Nichthaben (To Have and Have Not)
- 1945: Johnny Angel
- 1946: Die besten Jahre unseres Lebens (The Best Years of Our Lives)
- 1946: Feuer am Horizont (Canyon Passage)
- 1949: Gestrandete Jugend (Johnny Holiday)
- 1950: Der Mann ihrer Träume (Young Man with a Horn)
- 1952: Die Spielhölle von Las Vegas (The Las Vegas Story)
- 1952: Im Dutzend heiratsfähig (Belles on Their Toes)
- 1955: Der Rächer vom Silbersee (Timberjack)
- 1959–1960: Am Fuß der blauen Berge (Laramie; Fernsehserie, 31 Folgen)
- 1972: Owen Marshall – Strafverteidiger (Owen Marshall: Counselor at Law; Fernsehserie, 1 Folge)